# Laura Moisă
Laura Moisă (født Chiper 21. august 1989 i Bacău) er en rumænsk håndboldspiller, som spiller for CSM Bucuresti og Rumæniens kvindehåndboldlandshold.